# Silver Springs (Alaska)
Silver Springs es un lugar designado por el censo ubicado en el Área censal de Valdez–Cordova en el estado estadounidense de Alaska. En el Censo de 2010 tenía una población de 114 habitantes y una densidad poblacional de 15,17 personas por km².

## Geografía
Silver Springs se encuentra en las coordenadas 62°1′8″N 145°21′18″O / 62.01889, -145.35500. Según la Oficina del Censo de los Estados Unidos, Silver Springs tiene una superficie total de 7.51 km², de la cual 7.51 km² corresponden a tierra firme y (0%) 0 km² es agua.

## Demografía
Según el censo de 2010, había 114 personas residiendo en Silver Springs. La densidad de población era de 15,17 hab./km². De los 114 habitantes, Silver Springs estaba compuesto por el 86.84% blancos, el 0% eran afroamericanos, el 7.89% eran amerindios, el 1.75% eran asiáticos, el 0% eran isleños del Pacífico, el 0% eran de otras razas y el 3.51% pertenecían a dos o más razas. Del total de la población el 0.88% eran hispanos o latinos de cualquier raza.